# Epania rufipes
Epania rufipes là một loài bọ cánh cứng trong họ Cerambycidae.